# Glavace
Glavace falu Horvátországban Lika-Zengg megyében. Közigazgatásilag Otocsánhoz tartozik.

## Fekvése
Zenggtől légvonalban 30 km-re, közúton 42 km-re délkeletre, községközpontjától légvonalban 6 km-re, közúton 7 km-re északkeletre a Kis-Kapela déli lábainál fekszik.

## Története
A szerb többségű település a 17. század közepén 1658-ban keletkezett amikor a török elől menekülő pravoszláv vallású vlachokat telepítettek erre a vidékre. Lakói a letelepítés fejében a török elleni harcokban katonai szolgálatot láttak el. A település a katonai határőrvidék részeként az otocsáni határőrezredhez tartozott. A hagyomány szerint a faluban egykor egy gerendákból épített templom állt. Ebben a templomban egy csodatevő Szent Petka ikon volt, melyet a hívek még a betelepüléskor hoztak magukkal. A templom a 17. század második felében egy tavaszi török betörés alkalmával égett le és azt hitték hogy vele együtt az ikon is odaveszett. Az azonban csodálatos módon épségben maradt és a helyiek elhatározták, hogy új templomot építenek neki. Rögtön felépítettek egy kis fakápolnát, ahova az ikont elhelyezték. Másnap meglepődve látták, hogy az ikon nincs a kápolnában, hanem azon a helyen volt ahol megtalálták. Ezt csodás jelnek tartották arra, hogy ott építsenek új templomot. A nép nyomban követséget küldött a terület urához Frangepán grófhoz, hogy engedélyezze az új, kőből építendő templom felépítését. A templom még azon az őszön felépült, de először harangtornya még nem volt az csak néhány év múlva épült fel. 
Eddig a hagyomány, tény viszont hogy a falu mai templomát csak jóval később, 1777-ben építették, amikor a Frangepán család már régen kihalt. A templom a škarei Szent Miklós parókia filiája lett. Az ikonnál később is sokan imádkoztak, különösen a második világháború idején nemcsak pravoszlávok, hanem a környező falvakból katolikusok is. A falunak 1857-ben 488,  1910-ben 676 lakosa volt. A trianoni békeszerződésig Lika-Korbava vármegye Otocsáni járásához tartozott. Az első világháború idején a templom régi harangját elásták az erdőben a hatóságok elől és csak a háború után helyezték vissza újra a helyére. 
A II. világháborúban a templomot nem rombolták le, de mivel nyolc évig használaton kívül volt eltűntek ablakai és ajtója. Ikonosztázából a katonák a templom előtt tüzet raktak, csak a csupasz falai maradtak. Ikonját néhány liturgikus tárggyal együtt már előbb, 1941-ben Zágrábba vitték, ahol később a szerb múzeumba került. 1947-ben az épületet kijavították, az ablakokat, ajtókat pótolták, a falakat újravakolták. 1952-ben bizottság alakult a templom teljes megújítására. Az új ikonosztáz festményeinek elkészítésével a fiatal akadémiai festőt Zorica Turkaljt bízták meg. 
A templom teljes felújítása nyolc évig tartott. Ennek során megújult a tető, új nyílászárókat építettek be, a korábbi stílusának megfelelő új famennyezetet kapott, megújult a fából készített kórus és a homlokzat és új belső festést is kapott. A költségek nagy részét az innen Amerikába, Kanadába és Angliába elvándoroltak állták. A templomot 1960-ban Szent Petka ünnepén szentelték újra. 1991 szeptembere és decembere között súlyos harcok folytak a település birtoklásáért. A templom ikonjait és kisebb liturgikus tárgyait a škarei Szent Miklós templomba menekítették. A horvát haderő ellentámadása során a falu szerb lakossága elmenekült. 2001 augusztusában a templom körüli erdőben nagy tűzvész pusztított. A lángok elérték a templomot is, mely teljesen kiégett. Még abban az évben bizottságot alakítottak a teljes megújításra, melynek munkálatai nemrég fejeződtek be. A falunak 2011-ben mindössze 29 lakosa volt.

## Lakosság
| Lakosság változása | Lakosság változása | Lakosság változása | Lakosság változása | Lakosság változása | Lakosság változása | Lakosság változása | Lakosság változása | Lakosság változása | Lakosság változása | Lakosság változása | Lakosság változása | Lakosság változása | Lakosság változása | Lakosság változása | Lakosság változása | Lakosság változása |
| ------------------ | ------------------ | ------------------ | ------------------ | ------------------ | ------------------ | ------------------ | ------------------ | ------------------ | ------------------ | ------------------ | ------------------ | ------------------ | ------------------ | ------------------ | ------------------ | ------------------ |
| 1857               | 1869               | 1880               | 1890               | 1900               | 1910               | 1921               | 1931               | 1948               | 1953               | 1961               | 1971               | 1981               | 1991               | 2001               | 2011               | 2021               |
| 488                | 555                | 556                | 684                | 769                | 676                | 715                | 650                | 527                | 507                | 453                | 357                | 292                | 289                | 24                 | 30                 | 18                 |

## Nevezetességei
- Szent Petka tiszteletére szentelt temploma[4] a falu felett Vrbovica hegy lejtőjén áll. A templomot 1777-ben építették, a Lika egyik első falazott pravoszláv temploma volt. 1991-ben a honvédő háború során megrongálódott. 2001-ben egy tűzvészben kiégett. Nemrég teljesen megújították.
- A Simsanovka-toronyvár romja